# London Aquatics Centre
Das London Aquatics Centre ist eine von der Architektin Zaha Hadid entworfene Wassersportarena im Londoner Stadtteil Stratford (London Borough of Newham) im südlichen Teil des Queen Elizabeth Olympic Park. Sie war ein Austragungsort der Olympischen Sommerspiele 2012 und der Sommer-Paralympics 2012. Die Halle bot nach Fertigstellung 17.500 Zuschauern Platz.
Am 27. Juli 2011, genau ein Jahr vor der Eröffnung der Sommerspiele, wurde die Halle eröffnet. Nachdem die geplanten Baukosten von 75 Millionen £ dreimal erhöht werden mussten, beliefen sie sich am Ende auf ca. 269 Millionen £.
Ausgetragen wurden hier während der Olympischen Spiele die Wettkämpfe im Schwimmen, Synchronschwimmen und Wasserspringen sowie die Teildisziplin Schwimmen des Modernen Fünfkampfs. Auch bei den Paralympics fanden hier die Wettbewerbe im Schwimmen statt. Die Wettkämpfe im Wasserball wurden in der angrenzenden Water Polo Arena ausgetragen.
Gebaut wurden zwei 50-Meter-Becken und ein 25-Meter-Sprungbecken. Der Komplex ist 160 Meter lang und 80 Meter breit. Architektonische Beachtung gilt insbesondere dem 160 Meter langen Dach, das die Form einer Welle hat. Nach Abschluss der olympischen und paralympischen Wettkämpfe wurde die Halle durch den Abbau der temporären Tribünen an den beiden Längsseiten der Halle auf 2.800 Plätze (plus 1.000 Plätze für große Veranstaltungen) zurückgebaut. Die Anlage wurde am 1. März 2014  für die Öffentlichkeit freigegeben und wird seitdem durch Vereine, Schulen bzw. als Trainingszentrum genutzt.
Im Juli 2013 wurde die Schwimmhalle als Schauplatz der Schwimmeuropameisterschaften 2016 ausgewählt. Vom 23. bis zum 24. Oktober 2019 fand in der Halle ein Wettkampf der International Swimming League statt.

## Galerie

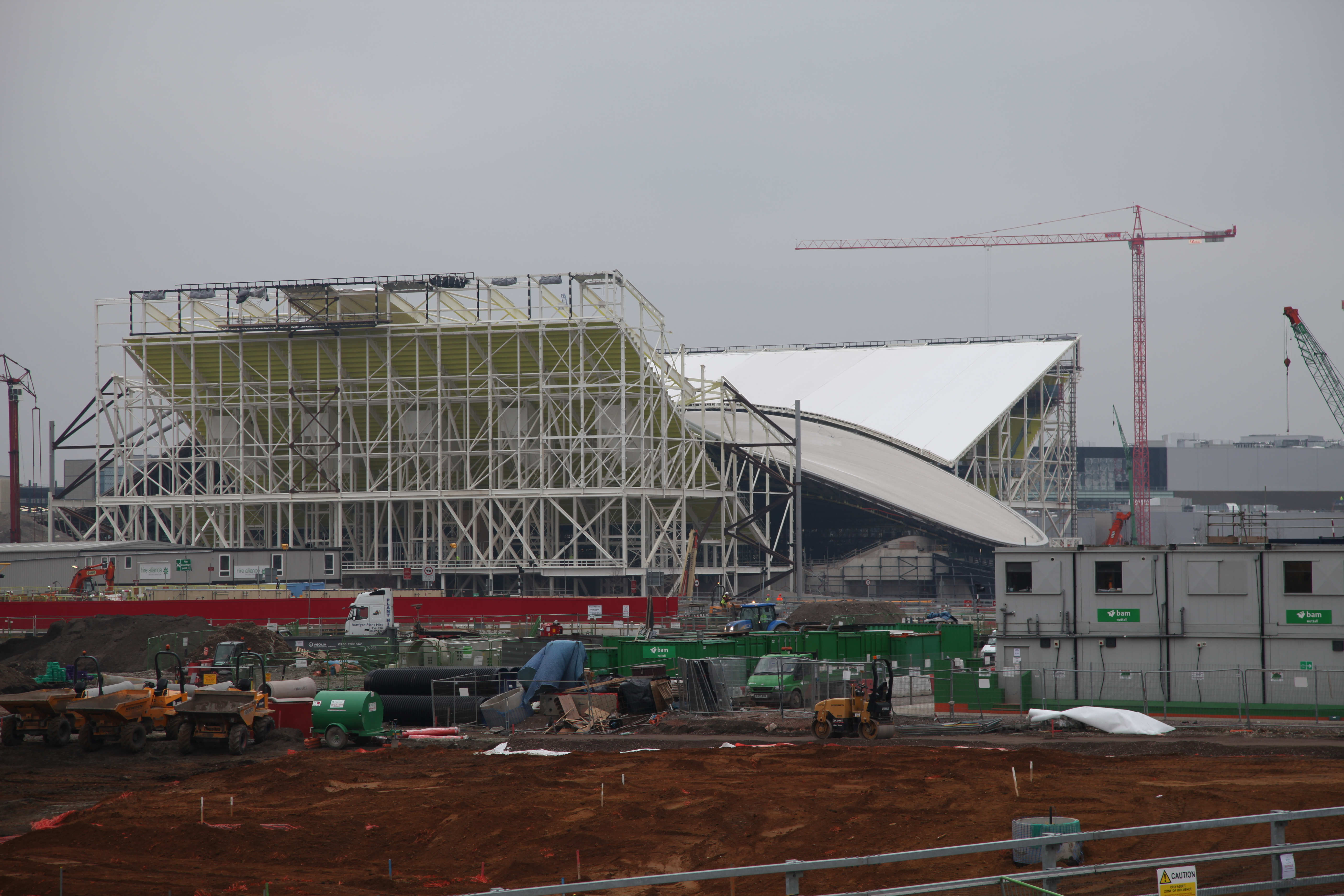
Während des Baus (Januar 2011)
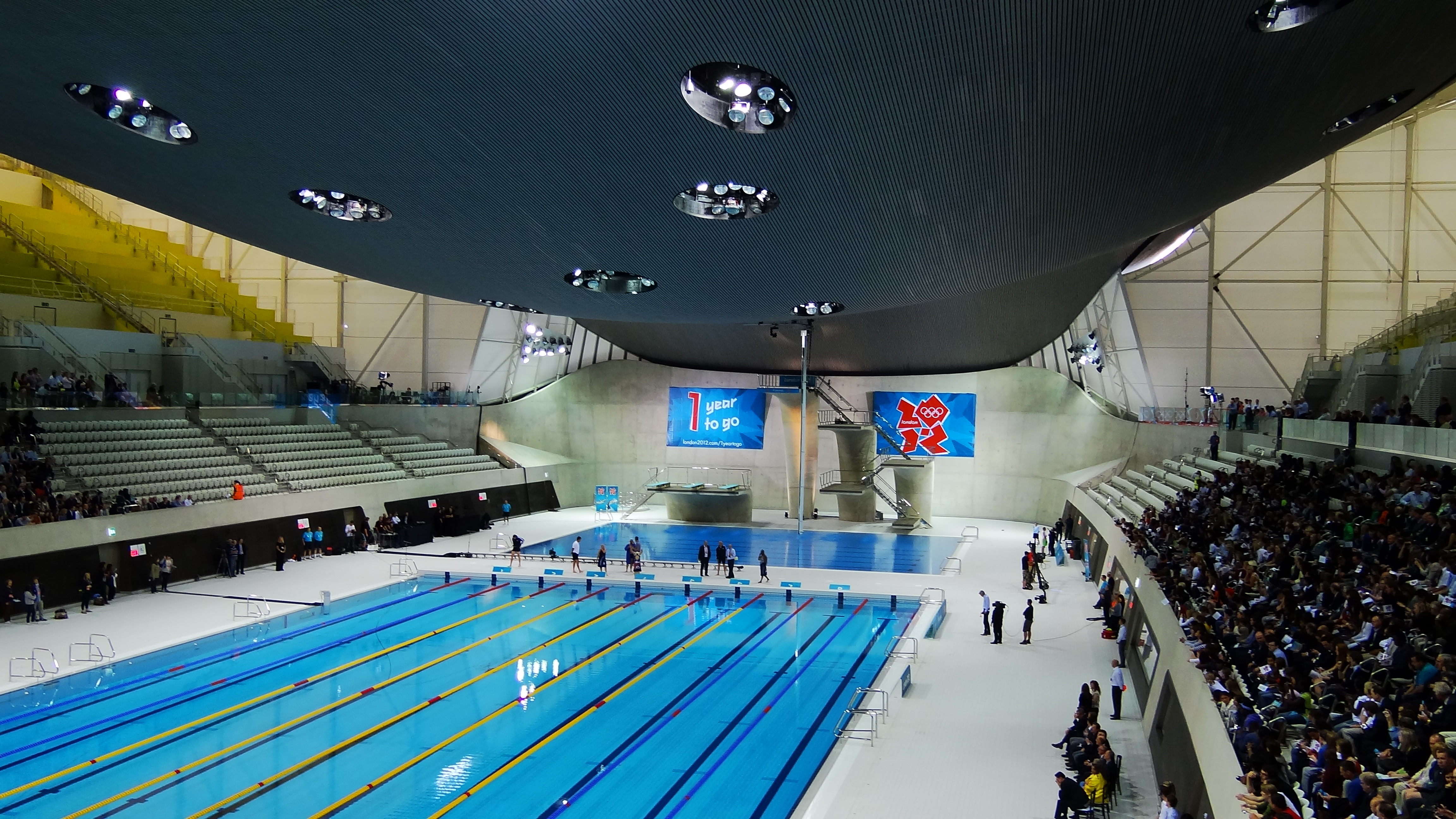
Innenansicht mit 50-m-Becken und Sprunganlage im Juli 2011 während der Eröffnung
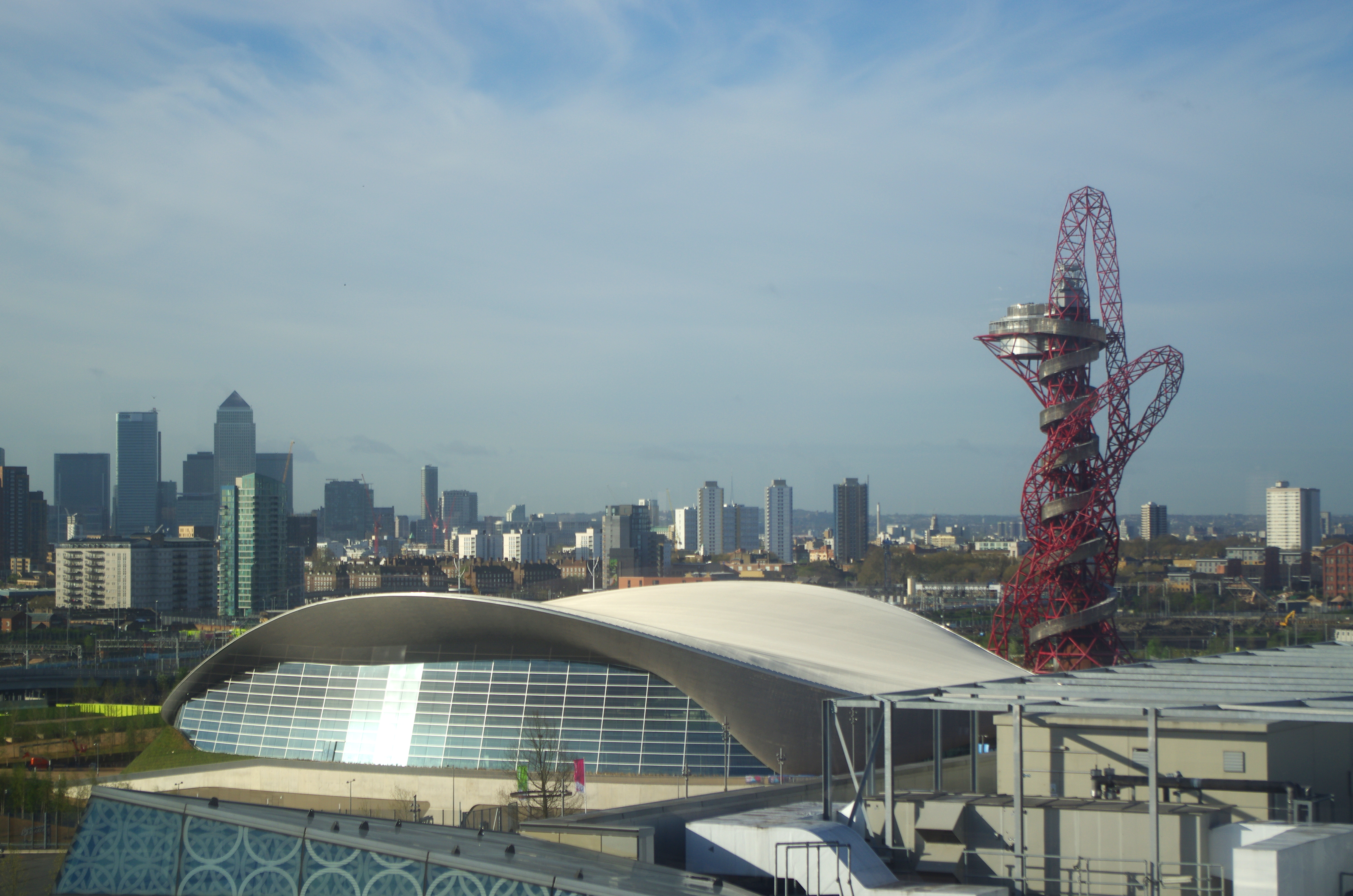
Die Halle nach dem Rückbau (April 2014)